# Eusarsiella zostericola
Eusarsiella zostericola  is een mosselkreeftjessoort uit de familie van de Sarsiellidae. De wetenschappelijke naam van de soort is, als Sarsiella zostericola, voor het eerst geldig gepubliceerd in 1906 door Joseph Augustine Cushman.

## Verspreiding
Eusarsiella zostericola is een solitair-levende mosselkreeftje uit de bentische zone. Het is inheems aan de oostkust van Noord-Amerika (Nova Scotia tot Texas) en is geïntroduceerd in Californië, Washington, Engeland en Nederland. De meest waarschijnlijke vector voor zijn introductie betreft de import van de oesterssoort Crassostrea virginica uit estuaria van de oostkust. Het komt voor in mariene en estuariene kustgebieden, waaronder zeegrasbedden, oesterbanken en ongestructureerde sedimenten zoals modder en zand.